# Ankestyrelsen
Ankestyrelsen är en statlig myndighet i Danmark som fungerar som klagoinstans för ärenden inom välfärdssektorn. Den är ett oavhängigt organ under Social- og Boligministeriet Det är den Högsta förvaltningsdomstolen inom välfärdsområdet. Ankestyrelsen har drygt 500 anställda, varav de flesta är jurister.. Årligen avgör Ankestyrelsen omkring 50 000 ärenden.
Ankestyrelsen bildades 1973. Den har sedan dess fått fler uppgifter som en följd av Serviceloven. Förutom ärenden under det egna ministeriet har den även hand om ärenden för Beskæftigelsesministeriet, då ärenden i Arbejdsskadestyrelsen kan överklagas till Ankestyrelsen.